# Gaojimiao (köpinghuvudort i Kina, Hubei Sheng, lat 29,64, long 112,43)
Gaojimiao (kinesiska: 高基庙, 高基庙镇) är en köpinghuvudort i Kina. Den ligger i provinsen Hubei, i den centrala delen av landet, omkring 210 kilometer sydväst om provinshuvudstaden Wuhan. Antalet invånare är 35 237. Befolkningen består av 17 260 kvinnor och 17 977 män. Barn under 15 år utgör 12,0 %, vuxna 15-64 år 77 %, och äldre över 65 år 9,0 %.
Runt Gaojimiao är det tätbefolkat, med 459 invånare per kvadratkilometer. Närmaste större samhälle är Huarong Chengguanzhen, 18,1 km sydost om Gaojimiao. Trakten runt Gaojimiao består till största delen av jordbruksmark.
Genomsnittlig årsnederbörd är 1 563 millimeter. Den regnigaste månaden är maj, med i genomsnitt 235 mm nederbörd, och den torraste är december, med 28 mm nederbörd.